# تاريخ القباب الفارسية
يعود أصل القباب الفارسية أو القباب الإيرانية وتاريخها إلى العصر الحديث. جرى المضي قدمًا باستخدام القباب في بلاد ما بين النهرين القديمة خلال تعاقب الإمبراطوريات في منطقة إيران الكبرى.
تُرجم واحد من التقاليد القديمة يتضمن خيام الجماهر الملكية التي تمثل السماوات، إلى قباب حجرية وقباب من الطوب نتيجة اختراع حنية المقرنص، وهي طريقة موثوقة تدعم القاعدة الدائرية لقبة ثقيلة مبنية على جدران غرفة مربعة. بُنيت القباب كجزء من القصور الملكية والقلاع والخانات والمعابد وغيرها من الهياكل الأخرى.
تبنت عمارة الجوامع والأضرحة هذه الأشكال مع دخول الإسلام في القرن السابع، وتضمنت الابتكارات الهيكلية قبابًا مدببة وطبلات وأسقف مخروطية الشكل وأغلفة البناء المزدوجة والثلاثية واستخدام المقرنصات والأشكال المنتفخة. استُخدمت أنماط الطوب الزخرفية والأضلاع المتشابكة والجص المطلي وبلاطات الفسيفساء الملونة لتزيين السطح الخارجي وكذلك الأسطح الداخلية.

## الخصائص
يمكن تمييز القباب الفارسية من العصور التاريخية المختلفة من خلال مستوياتها الانتقالية مثل حنية المقرنص أو المساحات المتواجدة بين القوسين أو الأقواس التي تساعد على الانتقال من الهياكل الداعمة إلى القاعدة الدائرية للقبة. تتشابه الطبلات بعد عصر الدولة الإلخانية جدًا ويبلغ متوسط ارتفاعها بين 30 إلى 35 مترًا من الأرض وتوجد عندما يكون هناك نوافذ. عادة ما يكون غلاف القبة الداخليي نصف دائري أو شبه إهليلجي أو مدبب أو على شكل صحن. تقل سماكة الغلاف الخارجي للقبة الفارسية بعد كل 25 أو 30 درجة من القاعدة. يمكن أن يكون الغلاف الخارجي للقبة نصف دائري أو شبه إهليلجي أو مدبب أو مخروطي أو على شكل بصلة، وتُستخدم هذه الأشكال الخارجية لتصنيف القباب. يمكن تصنيف القباب المدببة بشكل فرعي على أنها قبب ذات جوانب مسطحة أو متوسطة الانتفاخ وذات بروز حاد، بينما تكون القباب المنتفخة إما مسطحة أو حادة. تستخدم القباب المزدوجة عناصر داخلية للتقوية ذات دعامات خشبية بين أغلفة القبة باستثناء تلك التي تحتوي على غلاف خارجي مخروطي الشكل.

## فترة ما قبل الإسلام

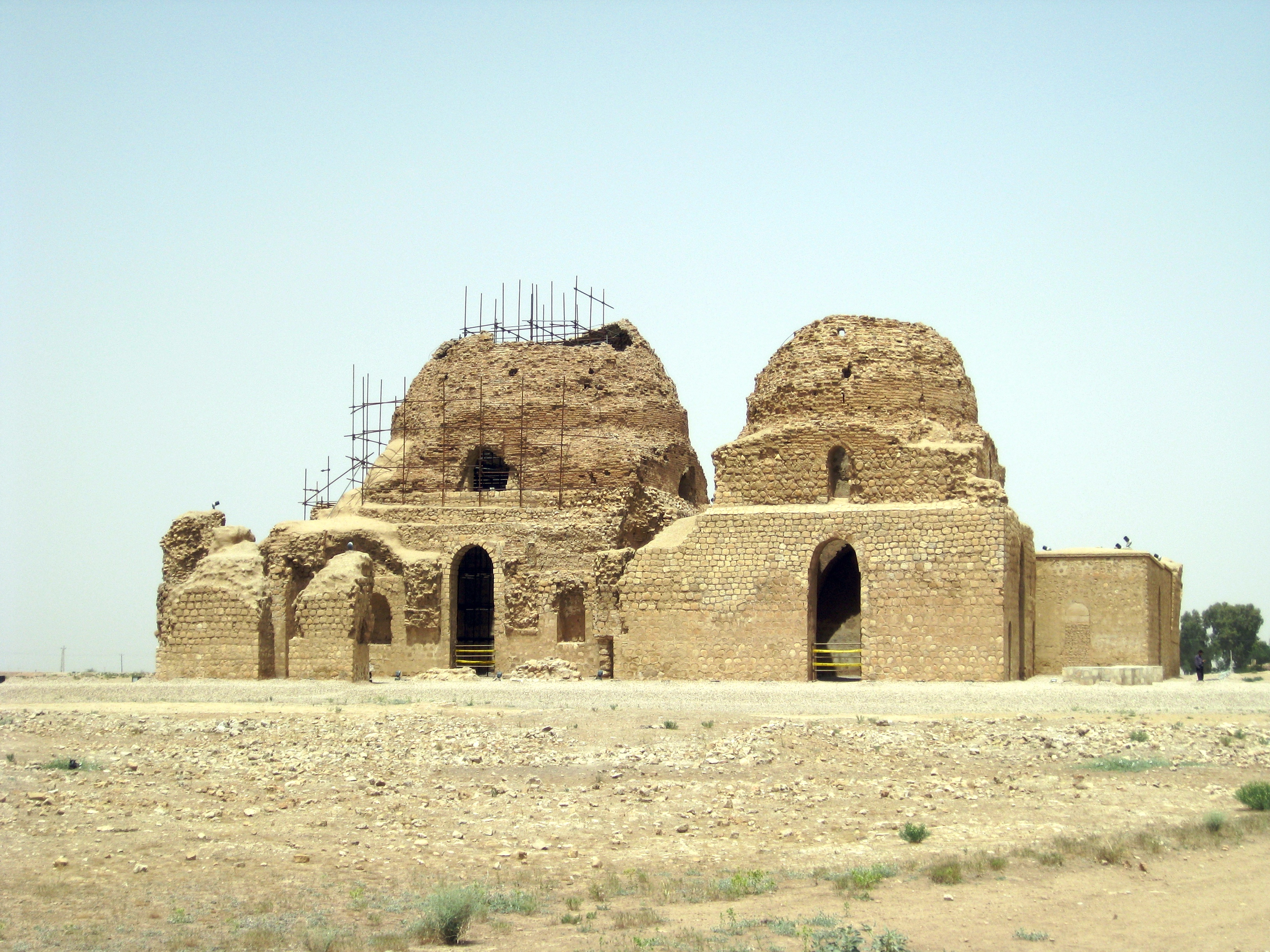
القصر الساساني، سارفيتان إيران

من المحتمل أن تكون العمارة الفارسية قد ورثت تقاليد معمارية لبناء القبب تنتمي إلى أقدم القباب في بلاد ما بين النهرين. وُثقت قباب طوب اللبن في آسيا الوسطى منذ أواخر الألفية الثالثة قبل الميلاد. عُثر على المباني ذات القباب المصنوعة من الطوب غير المشوي في مواقع تعود للقرن الرابع قبل الميلاد في كل من بلندي 2 وكوج كريلغان كالا في خوارزم. نظرًا لندرة الخشب في العديد من مناطق الهضبة الإيرانية، شكلت القباب جزءًا مهمًا من العمارة العامية طوال فترة التاريخ الفارسي.

### الإمبراطورية الأخمينية
استقبل ملوك فارس الأخمينية جماهيرهم وأقاموا مهرجاناتهم في خيام محلية استمدوها من التقاليد البدوية في آسيا الوسطى، وكانت على الأرجح شبيهة بالخيام اللاحقة في الإمبراطورية المغولية على الرغم من امتلاكهم لقصور من الطوب والحجر. أكدت هذه الخيام التي تُسمى «السماوات» على الأهمية الكونية للحاكم الإلهي. تبناها الإسكندر الأكبر بعد غزوه للإمبراطورية، ويُفترض أن مظلة الهيكل ذات القبة التي استخدمت في الممارسات الرومانية والبيزنطية قد استوحت من هذه الصلة.

### الإمبراطورية الفرثية
يرجع تاريخ الآثار العائدة لقاعة دائرية كبيرة يبلغ قطرها 17 مترًا ذات قبة في العاصمة الفرثية نسا إلى القرن الأول الميلادي. ويُظهر هذا «وجود تقاليد ديموغرافية ضخمة في آسيا الوسطى لم تكن معروفة حتى الآن والتي يبدو أنها قد سبقت معالم الإمبراطورية الرومانية أو على الأقل نمت بشكل مستقل عنها». من المحتمل أن تكون قبة هذه القاعة مصنوعة من الخشب.
يبدو أن معبد الشمس في مملكة الحضر يشير إلى الانتقال من القاعات ذات الأعمدة والأسقف المرتفعة إلى البناء ذو القبب في القرن الأول الميلادي، على الأقل في بلاد ما بين النهرين. سبقت قاعة الحرم المقبب إيوان ذو قبو برميلي وهو مزيج استخدمته الإمبراطورية الفارسية الساسانية لاحقًا.
يمكن العثور على تصور لقاعة قصر فرثية ذات قبة نحو عام 100 ميلادي في مدينة بابل في نص حياة أبولونيوس من تايانا الذي كتبه فيلوستراطوس. استخدم الملك هذه القاعة لإصدار الأحكام وزُينت بفسيفساء من الحجر الأزرق لتشبه السماء ووُضعت فيها صور لآلهة من الذهب.
يمكن رؤية قبة فرثية منتفخة في النحت البارز لقوس سيبتيموس سيفيروس في روما، ويبدو أن شكله يرجع إلى استخدام إطار خشبي خفيف يشبه الخيمة.

### الإمبراطورية الساسانية
استخدمت الخانات المسافة بين العمودين التي يعلوها قبة والتي تعود للفترة الساسانية وبالتحديد سلالة القاجوريين. مكن اختراع الفارسيين لحنية المقرنص والذي هو عبارة عن سلسلة من الأقواس متحدة المركز والتي تشكل نصف مخروط في زاوية الغرفة، من الانتقال من جدران الغرفة مربعة الشكل إلى قاعدة مثمنة لقبة. كانت طرق الانتقال السابق إلى القبة من غرفة مربعة موجودة في السابق، لكنها كانت ذات جودة مؤقتة واستُخدمت في القباب ذات الحجم الصغير، إذ لم تكن موثوقة بالشكل الكافي فيما يتعلق بالإنشاءات الكبيرة. مكنت الحنيات المقرنصة من استخدام القباب على نطاق واسع وانتقلت القباب إلى الصدارة في العمارة الفارسية نتيجة لذلك.
تمتلك آثار قصر أردشير بابكان وقلعة دختر في مقاطعة فارس في إيران، التي بناها أردشير الأول (224- 240) من الإمبراطورية الساسانية، أقدم الأمثلة المعروفة عن الحنيات المقرنصة. يبلغ قطر القباب الثلاثة لقصر أردشير 45 قدمًا وتمتلك رأسًا بيضويًا، ولكل منها فتحة مركزية أو أوكولوس يسمح بمرور الضوء. بُنيت باستخدام الحجر المحلي والملاط وكُسيت بالجبس من الداخل. توجد قبة ذو رأس بيضوي في وسط قصر شاهبور في بيشابور، تقع مباشرة على الأرض ويعود تاريخها إلى 260. تظهر قبة الطوب الكبيرة لقصر سارفيستان في فارس لكن تنتمي لفترة لاحقة، زخرفة أكثر تفصيلًا إلى جانب أربع نوافذ بين الحنيات المقرنصة الزاوية. يُدعى هذا القصر أيضًا «معبد أناهيتا» وقد يكون معبدًا للنار. بدلًا من استخدام أوكولوس مركزي لكل قبة، مثلما هو الحال في قصر أردشير ومثلما يظهر من خلال النقوش البارزة التي عُثر عليها في كيوانجيك، استخدموا عددًا من أسطوانات التراكوتا المجوفة توضع في القباب على فترات منتظمة للحصول على الإضاءة اللازمة.